# 파파게노 효과
파파게노 효과(Papageno effect)는 자살에 대한 언론 보도 자제를 통해 자살을 예방할 수 있는 효과이다. 자살에 대한 상세한 보도가 또 다른 자살을 야기한다는 연구 결과에 근거해 주목받는 개념이다. 오스트리아에서 효과가 입증된 바 있다.
파파게노는 모차르트의 오페라 《마술피리》(1791년)에서 심오한 철학과 반전이 거듭되는 이야기 구조 속에서 웃음과 희망을 상징하는 인물이다. 파파게노는 어느 날 삶을 비관해 자살을 시도하게 되고 세 명의 요정들이 나타나 이를 만류하며 희망의 노래를 전한다. 이에 파파게노는 죽음의 유혹을 극복하게 된다. 파파게노 효과는 여기서 유래한 용어이다.

## 같이 보기
- 베르테르 효과